# Haras national des Bréviaires
Le haras national des Bréviaires était un haras national français consacré à l'amélioration des races de chevaux et de l'élevage équin en France. Il est situé sur le territoire de la commune des Bréviaires (Yvelines) . C'est dans les dépendances du château de la Mare, construit entre 1750 et 1800 et détruit au début du XXe siècle[réf. nécessaire], que le haras est installé depuis 1973.